# NGC 566
NGC 566 је лентикуларна галаксија у сазвежђу Рибе која се налази на NGC листи објеката дубоког неба.
Деклинација објекта је + 32° 19' 56" а ректасцензија 1h 29m 2,9s. Привидна величина (магнитуда) објекта NGC 566 износи 13,5 а фотографска магнитуда 14,5. NGC 566 је још познат и под ознакама UGC 1058, MCG 5-4-62, CGCG 502-92, PGC 5545.